# Corallodiscus lanuginosus
Corallodiscus lanuginosus là một loài thực vật có hoa trong họ Tai voi. Loài này được (Wall. ex DC.) B.L.Burtt mô tả khoa học đầu tiên năm 1947.